# Divorcing Jack
Divorcing Jack est un film britannique sorti en 1998.

## Histoire
Dan (David Thewlis) un chroniqueur irlandais et Charles Parker (Richard Gant) journaliste américain sont envoyés pour couvrir les prochaines élections.

## Fiche technique
- Réalisation : David Caffrey
- Scénario : Colin Bateman
- Couleur
- Durée : 110 min

## Distribution
- David Thewlis
- Jason Isaacs
- Laura Fraser
- Robert Lindsay
- Richard Gant
- Rachel Griffiths

## Distinctions

### Récompenses
- Fantasporto : prix du meilleur scénario (semaine des réalisateurs)
- Fantasporto : prix de la critique

### Nominations
- British Independent Film Awards : meilleur acteur dans un film indépendant pour David Thewlis
- Irish Film and Television Awards : meilleur film